# Kaltash Corona
Kaltash Corona est une corona, formation géologique en forme de couronne, située sur la planète Vénus par 0,5° N et 75° E. Elle est localisée dans le quadrangle d'Hestia Rupes. Elle a été nommée en référence à Kaltash, déesse mère Mansi (Ob River Ugra). 

## Géographie et géologie
Kaltash Corona couvre une surface circulaire d'environ 450 km de diamètre. Cette formation fait partie des 59 coronae de plus de 400 km de diamètre sur la surface de Vénus.